# Arsène Millochau
Florentin Arsène Millochau (Champseru, 21 januari 1867 - Parijs, 4 mei 1948) was een Frans professioneel wielrenner van 1896 tot 1903. Hij was een van de 60 wielrenners die in 1903 startten in de eerste Ronde van Frankrijk en hij was de laatste van de 21 renners die de eindstreep bereikten. Daarmee werd hij de eerste drager van de rode lantaarn in de geschiedenis van de Ronde van Frankrijk. Hij kwam ruim 66 uur, 47 minuten en 22 seconden later aan dan winnaar Maurice Garin. Tegenwoordig zou hij op basis van overschrijding van het maximaal toegestane tijdsverschil uit de ronde gehaald zijn. Maar in 1903 was het mogelijk dat iemand met meer dan twee dagen achterstand over de finish kwam, doordat de ronde een nieuw evenement was waarvan men niet kon voorspellen hoelang de tocht zou duren.

## Resultaten in voornaamste wedstrijden
| Jaar | Ronde van Italië | Ronde van Frankrijk | Ronde van Spanje |
| ---- | ---------------- | ------------------- | ---------------- |
| 1896 |                  |                     |                  |
| 1903 |                  | 21e (rode lantaarn) |                  |

| Jaar | Parijs-Roubaix |
| ---- | -------------- |
| 1896 | 19e            |
| 1903 |                |